# Лозенець (Бургаська область)
Ло́зенець (болг. Лозенец) — село в Бургаській області Болгарії. Входить до складу громади Царево.

## Населення
За даними перепису населення 2011 року у селі проживали 560 осіб.
Національний склад населення села:
| Національність   | Кількість осіб | Відсоток |
| ---------------- | -------------- | -------- |
| болгари          | 533            | 99,1%    |
| цигани           | 3              | 0,6%     |
| Всього відповіли | 538            |          |

Розподіл населення за віком у 2011 році:
Динаміка населення: